# Рамзи, Белла
Изабе́лла Мэ́й Ра́мзи (англ. Isabella May Ramsey; род. 25 сентября 2003) — британская актриса. Лауреат детской премии BAFTA. Наиболее известна по ролям Лианны Мормонт и Элли в телесериалах от HBO «Игра престолов» и «Одни из нас», соответственно. Номинант на премии «Эмми», «Золотой глобус», «Выбор критиков» и Гильдию киноактёров Америки.

## Биография
Белла Рамзи родилась 25 сентября 2003 года в Ноттингеме. С четырёх до одиннадцати лет посещала школу театрального искусства Stagecoach Theatre Arts. Первыми работами юной актрисы стали роли Амариллис и Молли в любительских постановках мюзиклов «Продавец музыки» и «Энни».
С восьми лет вместе со старшей сестрой принимала участие в постановках местной комедийной театральной группы.
В 2013 году поступила в школу юных актёров Central Junior Television Workshop в Ноттингеме, где стала прослушиваться для профессиональных ролей в телесериалах и фильмах. В 2014 году рассматривалась на роль Софи в фильм Стивена Спилберга «Большой и добрый великан», которую в итоге сыграла Руби Барнхилл.
В 2016 году дебютировала на телевидении, сыграв Лианну Мормонт  — десятилетнюю Леди Медвежьего Острова в телесериале канала HBO «Игра престолов». Критики и поклонники сериала отметили выдающуюся актёрскую игру молодой актрисы, журнал The Hollywood Reporter назвал её «восходящей звездой 6 сезона».
В мае того же года стартовали съёмки телесериала «Самая плохая ведьма», где Рамзи сыграла главную роль незадачливой ученицы Академии ведьм Милдред Хаббл, постоянно попадающую в смешные и нелепые ситуации. Премьера первого сезона состоялась 11 января 2017 года на CBBC в Великобритании. За эту роль в 2019 году Белла получила детскую награду Британской академии BAFTA как лучший молодой актёр.
В феврале 2021 года стало известно, что актриса сыграет Элли в экранизации игры The Last of Us в одноимённом сериале HBO. За свою роль Рамзи получила всеобщее признание критиков и была номинирована на премии «Эмми», «Золотой глобус», «Выбор критиков» и Гильдию киноактёров Америки.
Во время съёмок первого сезона «Одни из нас» в Канаде у Беллы диагностировали расстройство аутистического спектра.
Белла Рамзи идентифицирует себя как гендерфлюид.

## Фильмография
| Год          |     | Русское название          | Оригинальное название           | Роль             |
| ------------ | --- | ------------------------- | ------------------------------- | ---------------- |
| 2016—2019    | с   | Игра престолов            | Game of Thrones                 | Лианна Мормонт   |
| 2017         | кор | Элефтерия                 | Elefthería                      | Элли             |
| 2017—2020    | с   | Самая плохая ведьма       | The Worst Witch                 | Милдред Хаббл    |
| 2018         | с   | Реквием                   | Requiem                         | юная Матильда    |
| 2018         | ф   | Счастье на двоих          | Two for Joy                     | Миранда          |
| 2018         | ки  |                           | Doctor Who Infinity             | Фрейя            |
| 2018         | ф   | Холмс & Ватсон            | Holmes and Watson               | Флотсэм          |
| 2018—2023    | мс  | Хильда                    | Hilda                           | Хильда           |
| 2019         | мф  | Принцесса Эмми            | Princess Emmy                   | Принцесса Гизана |
| 2019         | кор | Нэнси                     | Nancy                           | Нэнси            |
| 2019         | кор | Ноль                      | Zero                            | Алиса            |
| 2019         | ф   | Джуди                     | Judy                            | Лорна Лафт       |
| 2019         | кор | На побережьях             | On the Beaches                  | Китти            |
| 2020         | кор | Путешествие черепахи      | Turtle Journey                  | дочь черепахи    |
| 2020         | ф   | Сопротивление             | Resistance                      | Элсбет           |
| 2020         | с   | Радость пастуха           | Shepherd's Delight              | девушка в парке  |
| 2020         | кор | 3 минуты молчания         | 3 Minutes of Silence            | Джейн            |
| 2020         | мс  | Остров летнего лагеря     | Summer Camp Island              | Рамона           |
| 2020         | с   | Тёмные начала             | His Dark Materials              | Анжелика         |
| 2021         | кор | Реквием                   | Requiem                         | Эвелин           |
| 2021         | тф  | Хильда и горный король    | Hilda and the Mountain King     | Хильда           |
| 2022         | с   | Становление Елизаветы     | Becoming Elizabeth              | Джейн Грей       |
| 2022         | ф   | Кэтрин по прозвищу Птичка | Catherine Called Birdy          | Птичка           |
| 2023 — н. в. | с   | Одни из нас               | The Last of Us                  | Элли             |
| 2023         | кор | Злодей                    | Villain                         | Джорджия         |
| 2023         | мф  | Побег из курятника 2      | Chicken Run: Dawn of the Nugget | Молли            |
| 2023         | с   | Срок                      | Time                            | Келси Морган     |
| 2024         | кор | Ещё больше пламени        | More Flames                     | собака           |
| 2024         | кор | Матильда и храбрый побег  | Matilda and the Brave Escape    | рассказчик       |

### Музыкальные клипы
| Год  | Исполнитель | Название песни     | Роль    |
| ---- | ----------- | ------------------ | ------- |
| 2025 | GIRLBAND!   | Not Like The Rest. | девушка |

### Радио и подкасты
| Год  | Название                | Оригинальное название        | Роль      | Примечания |
| ---- | ----------------------- | ---------------------------- | --------- | ---------- |
| 2020 | Эдит Ситуэлл в Скарборо | Edith Sitwell in Scarborough | Мисс Эдит | [ 16 ]     |
| 2022 | Воздействие зимы        | Impact Winter                | Шёпот     | 6 эпизодов |

## Дискография
| Год  | Сингл             | Альбом                     | Примечания                             |
| ---- | ----------------- | -------------------------- | -------------------------------------- |
| 2020 | The Life of Hilda | Хильда                     | Эпизод 2.07 "Чудовище острова Колдрон" |
| 2022 | Birdy Song        | Кэтрин, по прозвищу Птичка |                                        |

## Награды и номинации
| Год  | Премия                            | Номинация                                                                     | Роль                                | Результат |
| ---- | --------------------------------- | ----------------------------------------------------------------------------- | ----------------------------------- | --------- |
| 2018 | RTS North West Awards             | Прорыв года                                                                   | Милдред Хаббл (Самая плохая ведьма) | Номинация |
| 2018 | BAFTA Children’s Award            | Молодой актёр                                                                 | Милдред Хаббл (Самая плохая ведьма) | Номинация |
| 2019 | BAFTA Children’s Award            | Молодой актёр                                                                 | Милдред Хаббл (Самая плохая ведьма) | Победа    |
| 2020 | British Animation Awards          | Лучшее голосовое исполнение                                                   | Хильда (Хильда)                     | Номинация |
| 2020 | Премия Гильдии киноактёров США    | Лучший актёрский состав в драматическом сериале                               | Лианна Мормонт (Игра престолов)     | Номинация |
| 2020 | CinEuphoria Awards                | Почётная награда (вместе с остальной съёмочной группой)                       | Лианна Мормонт (Игра престолов)     | Победа    |
| 2022 | British Animation Awards          | Лучшее голосовое исполнение                                                   | Хильда (Хильда)                     | Номинация |
| 2022 | Выбор критиков                    | Лучший молодой артист                                                         | Птичка (Кэтрин, по прозвищу Птичка) | Номинация |
| 2023 | MTV Movie & TV Awards             | Прорыв года                                                                   | Элли (Одни из нас)                  | Номинация |
| 2023 | MTV Movie & TV Awards             | Лучший экранный дуэт (вместе с Педро Паскалем)                                | Элли (Одни из нас)                  | Победа    |
| 2023 | Dorian TV Awards                  | Лучшая драматическая роль                                                     | Элли (Одни из нас)                  | Номинация |
| 2023 | Ассоциация телевизионных критиков | Индивидуальные достижения в драме                                             | Элли (Одни из нас)                  | Номинация |
| 2023 | Astra TV Awards                   | Лучшая женская роль в драматическом сериале                                   | Элли (Одни из нас)                  | Номинация |
| 2023 | Эмми                              | Лучшая женская роль в драматическом сериале                                   | Элли (Одни из нас)                  | Номинация |
| 2023 | Готэм                             | Лучшая главная роль в новом сериале                                           | Элли (Одни из нас)                  | Номинация |
| 2024 | Золотой глобус                    | Лучшая женская роль в драматическом сериале                                   | Элли (Одни из нас)                  | Номинация |
| 2024 | Выбор критиков                    | Лучшая женская роль в драматическом сериале                                   | Элли (Одни из нас)                  | Номинация |
| 2024 | Сатурн                            | Лучший молодой актёр или актриса в сериале                                    | Элли (Одни из нас)                  | Номинация |
| 2024 | AACTA                             | Лучшая женская роль в сериале                                                 | Элли (Одни из нас)                  | Номинация |
| 2024 | People’s Choice Awards            | Любимая драматическая актриса                                                 | Элли (Одни из нас)                  | Номинация |
| 2024 | Спутник                           | Лучшая женская роль в драматическом сериале                                   | Элли (Одни из нас)                  | Номинация |
| 2024 | Премия Гильдии киноактёров США    | Лучшая женская роль в драматическом сериале                                   | Элли (Одни из нас)                  | Номинация |
| 2024 | Премия Гильдии киноактёров США    | Лучший актёрский состав в драматическом сериале (вместе с Педро Паскалем)     | Элли (Одни из нас)                  | Номинация |
| 2024 | Независимый дух                   | Лучшая главная роль в новом сериале                                           | Элли (Одни из нас)                  | Номинация |
| 2024 | Critics' Choice Super Awards      | Лучшая актриса в сериале о супергероях, ограниченном сериале или телефильме   | Элли (Одни из нас)                  | Победа    |
| 2024 | Critics' Choice Super Awards      | Лучшая актриса в сериале в жанре хоррор, ограниченном сериале или телефильмее | Элли (Одни из нас)                  | Победа    |
| 2024 | BAFTA TV Award                    | Лучшая телеактриса                                                            | Элли (Одни из нас)                  | Номинация |
| 2024 | Royal Television Society          | Лучшая актриса второго плана                                                  | Келси (Срок)                        | Победа    |